# Tau Aquilae
Tau Aquilae (τ Aqulilae, förkortat Tau Aql, τ Aql)  är en ensam stjärna belägen i den mellersta delen av stjärnbilden Örnen. Den har en skenbar magnitud på 5,68 och är svagt synlig för blotta ögat där ljusföroreningar ej förekommer. Baserat på parallaxmätning inom Hipparcosuppdraget på ca 7,1 mas, beräknas den befinna sig på ett avstånd på ca 460 ljusår (ca 142 parsek) från solen. På det beräknade avståndet minskar stjärnans skenbara magnitud med 0,28 enheter genom skymning orsakad av interstellär gas och stoft.

## Egenskaper
Tau Aquilae är en orange till röd jättestjärna av spektralklass K0 III, vilket anger att den förbrukat förrådet av väte i dess kärna och lämnat huvudserien. Den har en radie som är ca 17 gånger större än solens och utsänder från dess fotosfär ca 161 gånger mera energi än solen vid en effektiv temperatur av ca 4 700 K.